# Капітанська сільська рада
| Капітанська сільська рада — колишній орган місцевого самоврядування у Голованівському районі Кіровоградської області з адміністративним центром у с. Капітанка. Сільській раді були підпорядковані населені пункти: - с. Капітанка |

## Склад ради
Рада складалася з 16 депутатів та голови.

### Керівний склад ради
| ПІБ                     | Основні відомості                                                                      | Дата обрання | Дата звільнення |
| ----------------------- | -------------------------------------------------------------------------------------- | ------------ | --------------- |
| Редько Лідія Федорівна  | Сільський голова, 1953 року народження, освіта, член народної партії                   | 26.03.2006   | 01.11.2007      |
| Сторчак Зінаїда Іллівна | Сільський голова, 1954 року народження, освіта, Всеукраїнське об'єднання 'Батьківщина' | 16.03.2008   | 31.10.2010      |
| Сторчак Зінаїда Ільївна | Сільський голова, 1954 року народження, освіта вища, член народної партії              | 31.10.2010   |                 |

Примітка: таблиця складена за даними джерела

## Населення
Згідно з переписом УРСР 1989 року чисельність наявного населення сільської ради становила 1367 осіб, з яких 565 чоловіків та 802 жінки.
За переписом населення України 2001 року в сільській раді мешкало 1386 осіб.

### Мова
Розподіл населення за рідною мовою за даними перепису 2001 року:
| Мова       | Відсоток |
| ---------- | -------- |
| українська | 96,11 %  |
| російська  | 3,46 %   |
| білоруська | 0,14 %   |
| вірменська | 0,14 %   |
| гагаузька  | 0,07 %   |
| молдовська | 0,07 %   |